# Pedro de Córdoba
Frai Pedro de Córdoba (1482, Córdova - 4 de maig de 1521, Hispaniola) fou un missioner i frare dominic espanyol, fou un dels pioners de l'evangelització a Amèrica i protector dels indis. Fou el primer inquisidor d'Amèrica.

## Biografia
Realitzà els estudis de lleis a la Universitat de Salamanca, allà entrà en contacte amb els dominics al Convent de Sant Esteve, i atret per la personalitat i forma de vida d'aquests religiosos decidí fer-se frare dominic. L'any 1501 prengué l'hàbit i inicià el seu any de noviciat. En concloure aquesta etapa feu la seva professió religiosa i continuà amb els seus estudis d'arts, filosofia i teologia fins al 1508. El 1506 fou ordenat diaca i el 1508 rebé l'orde sacerdotal. Romangué al Convent de Sant Esteve fins al 1509 per després ser assignat al Reial Convent de Sant Tomàs d'Àvila, on s'ocupà del ministeri de la predicació.
El 1510 arribà a Santo Domingo a l'illa Hispaniola, aleshores seu de la Reial Audiència dels territoris espanyols del Nou Món, juntament amb uns altres tres frares dominics, frai Antonio de Montesinos, frai Bernardo de Santo Domingo i frai Domingo de Villamayor, i constituí la primera comunitat i convent d'aquest orde a Amèrica, base de la futura província dominicana de Santa Cruz d'Índies.
En el transcurs del viatge a Santo Domingo la nau Espíndola, on viatjaven els religiosos, realitzà una parada a Puerto Rico. El grup arribà al port d'Ozama, Santo Domingo, illa Hispaniola, en el mes de setembre del 1510.
Frai Pedro de Córdoba, juntament amb els seus germans d'orde, es dedicà a l'evangelització i educació dels indígenes.
El vespre del diumenge del 21 de desembre del 1511 els vuit membres de la congregació reunits en capítol preparà i firmà un "sermó" que frai Pedro de Córdoba encarregarà que prediqués frai Antonio "sota precepte formal i en virtut de santa obediència". El sermó anomenat d'Advent defensava enormement els indis contra els abusos que s'estaven cometent en el sistema d'encomandes que arribaven a esclavitzar els encomandats. La denúncia quallà i molestà l'excipient i poderosa societat colonial, que basava les seves riqueses en l'explotació esclavista dels indígenes. El virrei Diego Colón es dirigí a parlar amb frai Pedro al convent dels dominics perquè expulsés de l'illa frai Antonio o que, almenys, fes la setmana següent un sermó més suau, que apaivagués els ànims. Gran sorpresa fou que, el diumenge següent, el discurs fou molt més bel·ligerant pels indis i donà cinc principis: que les lleis de la religió estan per sobre de les lleis dels particulars i de l'Estat, que no hi ha diferències racials davant els ulls de Déu, que l'esclavatge és il·lícit, que cal restituir als indis llur llibertat i béns i que s'ha de convertir els indis al Cristianisme amb l'exemple.
Els colons persuadiren frai Alonso de Espinar, superior dels franciscans de l'illa, perquè anés a la cort a vetllar per llurs interessos. També ho feren els dominics, que enviaren Montesinos per refutar els arguments de les autoritats colonials i els seus partidaris.
El resultat d'aquesta polèmica fou la formació d'una junta de teòlegs, de la qual sortiren les Lleis de Burgos, aprovades el 27 de desembre del 1512. Frai Pedro de Córdoba les considerà incompletes i es desplaçà a Espanya per esmenar-les. El rei Ferran el Catòlic s'hi mostrà d'acord, les discussions continuaren i el 28 de juliol del 1513 se n'hi feren diverses esmenes. Les principals foren una major protecció a les dones i els nens natius, i l'obligació per als indígenes d'emprar roba i prestar servei als espanyols durant nou mesos; el temps restant haurien de treballar a les seves pròpies terres o a sou dels colons. Tanmateix, a la pràctica no foren acatades pels encomanders i les autoritats. Foren modificades a les Lleis de Valladolid el 1513, en aquestes s'hi reiteraven les ordres reials emeses prèviament i es disposava, a més a més, noves maneres de protegir els naturals de les Índies Occidentals sota el lema "L'amor de molts és el meu".

## Obres
- Doctrina Cristiana, la primera escrita a Amèrica entre el 1510 i el 1521 per a ús de les predicacions dominicals i festives, publicat per primer cop a Mèxic el 1544 amb alguns retocs i ampliacions.
- Molts sermons, memorials al rei i instruccions
- Cartes. De les moltes cartes que va escriure des d'Amèrica en defensa dels indis, se'n conserven tres de pròpies i unes altres tres en què apareix com un dels signants.
  - «Carta del Vice-Provincial y sacerdotes del convento de Santo Domingo, dirigida a los muy Reverendos Padres» (abril o maig de 1517).
  - «Carta latina de dominicos y franciscanos de las Indias a los Regentes de España» (Santo Domingo, 27 de maig de 1517).
  - «Carta al Rey del Padre Fr. Pedro de Córdoba, Vice-Provincial de la Orden de Santo Domingo» (Santo Domingo, 28 de maig de 1517).
  - «Carta del Padre Fray Pedro de Córdoba al Padre Fray Antonio Montesinos» (26 de setembre de 1517).
  - «Carta que escribieron varios Padres de las Ordenes de Santo Domingo y San Francisco, residentes en la Isla Española, a Mr. Xevres» (Santo Domingo, 4 de juny de 1518).
  - «Carta de Fr. Pedro de Córdoba a Bartolomé de las Casas» (juliol de 1518?).